# Wim van Lent
Willem Johan (Wim) van Lent (6 augustus 1924 – 15 december 1980) was een Nederlands voetballer die als aanvaller speelde.
Van Lent begon met voetballen bij VOC uit Rotterdam en stapte, nadat hij aanvankelijk overschrijving aanvroeg naar Excelsior, per januari 1948 over naar Hermes DVS uit Schiedam. Bij beide clubs speelde hij ook cricket. Hij werd, na een proefperiode eind 1949, per begin 1950 prof in Frankrijk bij Lille OSC. De KNVB schorste hem hierop, zoals gebruikelijke was bij spelers die destijds de overstap naar het buitenlandse profvoetbal maakten. Hij speelde weinig in het eerste team in de Ligue 1 en was aanvoerder van het tweede team van Lille. Eind 1950 stapte Van Lent over naar AS Troyes-Savinienne in de Ligue 2. Hij werd medio 1951 verhuurd aan RC Lens uit de Ligue 1 en die club nam hem, nadat hij dat seizoen clubtopscorer geworden was, over en hij speelde daar tot 1954. In het laatste seizoen kwam hij minder aan bod en leidde een incident tot een voorwaardelijke gevangenisstraf. Hij speelde 57 wedstrijden op het hoogste Franse niveau en maakte daarin 32 doelpunten.
In 1953 was Van Lent wisselspeler voor het Nederlands nationaal elftal bij de watersnoodwedstrijd. Medio 1954 keerde hij terug bij Hermes DVS. Eind november van dat jaar, na het samengaan van de NBVB (Nederlandse Beroeps Voetbal Bond) en de KNVB en de invoering van het profvoetbal in Nederland, vroeg hij overschrijving aan naar Blauw-Wit, waarvoor hij medio januari 1955 speelgerechtigd werd. Hij besloot zijn loopbaan medio 1956.

## Carrièrestatistieken
| Seizoen         | Club            | Land            | Competitie                   | Competitie | Competitie | Beker | Beker | Internationaal | Internationaal | Overig | Overig | Totaal | Totaal |
| Seizoen         | Club            | Land            | Competitie                   | Wed.       | Dlp.       | Wed.  | Dlp.  | Wed.           | Dlp.           | Wed.   | Dlp.   | Wed.   | Dlp.   |
| --------------- | --------------- | --------------- | ---------------------------- | ---------- | ---------- | ----- | ----- | -------------- | -------------- | ------ | ------ | ------ | ------ |
| 1954/55         | Hermes DVS      | Nederland       | Eerste klasse C (Afgebroken) | –          | 4          | –     | –     | –              | –              | 0      | 0      | –      | 4      |
| 1954/55         | Blauw-Wit       | Nederland       | Eerste klasse C              | –          | 1          | –     | –     | –              | –              | 0      | 0      | –      | 1      |
| 1955/56         | Blauw-Wit       | Nederland       | Eerste klasse B              | –          | 6          | –     | –     | –              | –              | 0      | 0      | –      | 6      |
| Carrière totaal | Carrière totaal | Carrière totaal | Carrière totaal              | –          | 11         | –     | –     | –              | –              | –      | –      | –      | 11     |